# Heptadecan
Heptadecanul este un alcan superior cu formula chimică C17H36. Prezintă 24.894 izomeri de structură teoretici. Cel mai ramificat izomer este tetra-terț-butilmetanul, însă se consideră că nu poate fi obținut din cauza impedimentelor sterice.